# Centruroides ornatus
Espèce
Centruroides ornatus est une espèce de scorpions de la famille des Buthidae.

## Distribution
Cette espèce est endémique du Mexique. Elle se rencontre au Jalisco, au Michoacán au Nayarit, au Panamá, au Guatemala, au Honduras, en Colombie, au Venezuela et au Salvador..

## Description
Le mâle syntype mesure 50 mm, ont un chélas du pédipalpe légèrement plus épais que la femelle. La femelle syntype 45 mm. Ils ont également une courte épine sur la zone subaculéaire (une toute petite bosse juste sous le dard).

## Systématique et taxinomie
Cette espèce a été considérée comme une sous-espèce de Centruroides infamatus par Hoffmann en 1932. Elle est élevée au rang d'espèce par Armas et Martin Frias en 2008.

## Publication originale
- Pocock, 1902 : « Arachnida. Scorpiones, Pedipalpi, and Solifugae. » Biologia Centrali-Americana, vol. 9, p. 1-71 (texte intégral).